# ثيودور أبراهامسون
ثيودور أبراهامسون (بالإنجليزية: Theodore Abrahamson)‏ هو سياسي أمريكي، ولد في 21 يونيو 1900، وتوفي في 1 أكتوبر 1978. نشط حزبياً في الحزب الجمهوري. وقد انتخب عضو جمعية ولاية ويسكونسن.